# Élections législatives partielles au cours de la XVIIe législature de la Cinquième République française
Des élections législatives partielles ont lieu durant la XVIIe législature de l'Assemblée nationale française.

## Recours des élections de 2024
Le Conseil constitutionnel a enregistré 81 recours effectués contre les résultats des élections législatives du 30 juin et du 7 juillet 2024. Le 27 septembre 2024, le Conseil constitutionnel rejette 33 recours. Le 7 mars 2025, le Conseil finit l’examen des derniers recours et en rejette onze.

## Liste
| # | Député sortant         | Parti ou nuance | Parti ou nuance | Groupe   | Date de fin de mandat | Circonscription                        | Dates de la nouvelle élection | Député élu ou réélu     | Parti | Parti | Groupe | Raison                                                                           |
| - | ---------------------- | --------------- | --------------- | -------- | --------------------- | -------------------------------------- | ----------------------------- | ----------------------- | ----- | ----- | ------ | -------------------------------------------------------------------------------- |
| 1 | Flavien Termet         |                 | RN              | RN       | 5 oct. 2024           | 1re des Ardennes                       | 1er et 8 déc. 2024            | Lionel Vuibert          |       | SE    | NI     | Démission pour raisons de santé                                                  |
| 2 | Hugo Prevost           |                 | LFI             | NI       | 16 oct. 2024          | 1re de l'Isère                         | 12 et 19 janv. 2025           | Camille Galliard-Minier |       | RE    | EPR    | Démission après des accusations de violences sexuelles                           |
| 3 | Stéphane Séjourné      |                 | RE              | EPR      | 30 nov. 2024          | 9e des Hauts-de-Seine                  | 2 et 9 fév. 2025              | Élisabeth de Maistre    |       | LR    | DR     | Nomination à la Commission européenne                                            |
| 4 | Marie-Christine Dalloz |                 | LR              | DR       | 13 fév. 2025          | 2e du Jura                             | 30 mars et 6 avr. 2025        | Marie-Christine Dalloz  |       | LR    | DR     | Élection annulée suite à la présence d'un candidat sous curatelle au second tour |
| 5 | Arnaud Sanvert         |                 | RN              | RN       | 7 mars 2025           | 5e de Saône-et-Loire                   | 18 et 25 mai 2025             | Sébastien Martin        |       | NF    | DR     | Élection annulée suite à des irrégularités lors du premier tour                  |
| 6 | Jean Laussucq          |                 | RE              | EPR      | 11 juill. 2025        | 2e de Paris                            | 21 et 28 sept. 2025           |                         |       |       |        | Déclarés démissionnaires d'office par le Conseil constitutionnel,                |
| 7 | Stéphane Vojetta       |                 | DVC             | App. EPR | 11 juill. 2025        | 5e des Français établis hors de France | 28 sept. et 12 oct. 2025      |                         |       |       |        | Déclarés démissionnaires d'office par le Conseil constitutionnel,                |
| 8 | Brigitte Barèges       |                 | UDR             | UDR      | 11 juill. 2025        | 1re de Tarn-et-Garonne                 | 5 et 12 oct. 2025.            |                         |       |       |        | Déclarés démissionnaires d'office par le Conseil constitutionnel,                |

## Résultats cumulés
|                                             |                                                            | Les Républicains (LR)                                      | 26 882  | 22,67  | 22 300        | 19,91         | 2             | 1             |  |  |
|                                             | Nous France (NF)                                           | 7 056                                                      | 5,95    | 15 594 | 13,92         | 1             | 1             |               |  |  |
| Total Union de la droite et du centre (UDC) | Total Union de la droite et du centre (UDC)                | 33 938                                                     | 28,63   | 37 894 | 33,83         | 3             | 2             |               |  |  |
|                                             |                                                            | Rassemblement national (RN)                                | 23 426  | 19,76  | 25 886        | 23,11         | 0             | 2             |  |  |
|                                             | Union des droites pour la République (UDR)                 | 3 325                                                      | 2,80    |        |               | 0             | en stagnation |               |  |  |
| Total Rassemblement national et alliés (RN) | Total Rassemblement national et alliés (RN)                | 26 751                                                     | 22,56   | 25 886 | 23,11         | 0             | 2             |               |  |  |
|                                             |                                                            | La France insoumise (LFI)                                  | 10 755  | 9,07   | 11 211        | 10,01         | 0             | 1             |  |  |
|                                             | Parti socialiste (PS)                                      | 6 934                                                      | 5,85    |        |               | 0             | en stagnation |               |  |  |
|                                             | Parti communiste français (PCF)                            | 3 280                                                      | 2,77    | 0      | en stagnation |               |               |               |  |  |
|                                             | Les Écologistes (LE)                                       | 2 684                                                      | 2,26    | 0      | en stagnation |               |               |               |  |  |
| Total Nouveau Front populaire (NFP)         | Total Nouveau Front populaire (NFP)                        | 23 653                                                     | 19,95   | 11 211 | 10,01         | 0             | 1             |               |  |  |
|                                             |                                                            | Renaissance (RE)                                           | 10 611  | 8,95   | 20 171        | 18,01         | 1             | en stagnation |  |  |
|                                             | Horizons (HOR)                                             | 7 067                                                      | 5,96    | 6 264  | 5,59          | 0             | en stagnation |               |  |  |
| Total Ensemble pour la République (ENS)     | Total Ensemble pour la République (ENS)                    | 17 678                                                     | 14,91   | 26 435 | 23,60         | 1             | en stagnation |               |  |  |
|                                             | Équinoxe (EQX)                                             | Équinoxe (EQX)                                             | 2 515   | 2,12   |               |               | 0             | Nv.           |  |  |
|                                             | Dissident Union des droites pour la République (UDR diss.) | Dissident Union des droites pour la République (UDR diss.) | 1 198   | 1,01   | 0             | Nv.           |               |               |  |  |
|                                             | Lutte ouvrière (LO)                                        | Lutte ouvrière (LO)                                        | 1 109   | 0,94   | 0             | en stagnation |               |               |  |  |
|                                             | Nouvelle Énergie (NE)                                      | Nouvelle Énergie (NE)                                      | 786     | 0,66   | 0             | en stagnation |               |               |  |  |
|                                             | Parti de la France (PDF)                                   | Parti de la France (PDF)                                   | 570     | 0,48   | 0             | Nv.           |               |               |  |  |
|                                             | Les Patriotes (LP)                                         | Les Patriotes (LP)                                         | 328     | 0,28   | 0             | Nv.           |               |               |  |  |
|                                             | Centre national des indépendants et paysans (CNIP)         | Centre national des indépendants et paysans (CNIP)         | 292     | 0,25   | 0             | Nv.           |               |               |  |  |
|                                             | Europe Égalité Écologie (EÉÉ)                              | Europe Égalité Écologie (EÉÉ)                              | 269     | 0,23   | 0             | Nv.           |               |               |  |  |
|                                             | La France Naturellement (LFN)                              | La France Naturellement (LFN)                              | 240     | 0,20   | 0             | en stagnation |               |               |  |  |
|                                             | Écologie au centre (ÉAC)                                   | Écologie au centre (ÉAC)                                   | 206     | 0,17   | 0             | en stagnation |               |               |  |  |
|                                             | Nouveau Parti anticapitaliste – Révolutionnaires (NPA-R)   | Nouveau Parti anticapitaliste – Révolutionnaires (NPA-R)   | 174     | 0,15   | 0             | Nv.           |               |               |  |  |
|                                             | La France des Peuples Libres (LFDPL)                       | La France des Peuples Libres (LFDPL)                       | 131     | 0,11   | 0             | Nv.           |               |               |  |  |
|                                             | Parti des travailleurs (PT)                                | Parti des travailleurs (PT)                                | 48      | 0,04   | 0             | Nv.           |               |               |  |  |
|                                             | Decidemos (DEC)                                            | Decidemos (DEC)                                            | 20      | 0,02   | 0             | Nv.           |               |               |  |  |
|                                             | Candidats Sans étiquette (SE)                              | Candidats Sans étiquette (SE)                              | 8 648   | 7,29   | 10 600        | 9,46          | 1             | 1             |  |  |
|                                             |                                                            |                                                            |         |        |               |               |               |               |  |  |
| Suffrages exprimés                          | Suffrages exprimés                                         | Suffrages exprimés                                         | 118 554 | 98,06  | 112 026       | 94,73         |               |               |  |  |
| Votes blancs                                | Votes blancs                                               | Votes blancs                                               | 1 735   | 1,44   | 4 684         | 3,96          |               |               |  |  |
| Votes nuls                                  | Votes nuls                                                 | Votes nuls                                                 | 608     | 0,50   | 1 554         | 1,31          |               |               |  |  |
| Total                                       | Total                                                      | Total                                                      | 120 897 | 100    | 118 264       | 100           | 5             | en stagnation |  |  |
| Abstentions                                 | Abstentions                                                | Abstentions                                                | 240 849 | 66,58  | 243 130       | 67,28         |               |               |  |  |
| Inscrits/Participation                      | Inscrits/Participation                                     | Inscrits/Participation                                     | 361 746 | 33,42  | 361 394       | 32,72         |               |               |  |  |

## Élection partielle en 2024

### 1recirconscription des Ardennes
Élu moins de trois mois plus tôt, le député Rassemblement national Flavien Termet, benjamin de l'Assemblée nationale, rend pour des raisons de santé une démission actée le 4 octobre 2024.
Une élection partielle est alors planifiée pour se tenir les 1er et 8 décembre 2024 afin de pourvoir à la vacance du siège.
| Candidats,               | Candidats,               | Parti et coalition       | Premier tour | Premier tour | Premier tour | Second tour | Second tour | Second tour |
| Candidats,               | Candidats,               | Parti et coalition       | Voix         | %            | +/-          | Voix        | %           | +/-         |
| ------------------------ | ------------------------ | ------------------------ | ------------ | ------------ | ------------ | ----------- | ----------- | ----------- |
|                          | Jordan Duflot            | RN                       | 8 290        | 39,12        | 0,79         | 10 228      | 49,11       | 3,88        |
|                          | Lionel Vuibert,          | SE                       | 5 388        | 25,43        | 0,73         | 10 600      | 50,89       | 3,88        |
|                          | Guillaume Maréchal       | LR                       | 3 399        | 16,04        | 12,21        |             |             |             |
|                          | Damien Lerouge           | PS (NFP)                 | 2 254        | 10,64        | 6,84         |             |             |             |
|                          | Rémy Talarico            | SE                       | 885          | 4,18         | Nv.          |             |             |             |
|                          | Bruno North              | CNIP                     | 292          | 1,38         | Nv.          |             |             |             |
|                          | Juliette de Causans,     | EÉÉ                      | 269          | 1,27         | Nv.          |             |             |             |
|                          | Sonia d'Orgeville        | ÉAC                      | 206          | 0,97         | 1,09         |             |             |             |
|                          | Mink Takawé              | LO                       | 197          | 0,93         | 0,1          |             |             |             |
|                          | Luca de Paris            | DEC (DNM)                | 11           | 0,05         | Nv.          |             |             |             |
|                          | Farouk Raphaël Sandassi  | SE                       | 0            | 0,00         | Nv.          |             |             |             |
|                          |                          |                          |              |              |              |             |             |             |
| Votes valides            | Votes valides            | Votes valides            | 21 191       | 98,00        |              | 20 828      | 95,04       |             |
| Votes blancs             | Votes blancs             | Votes blancs             | 278          | 1,29         | 750          | 3,42        |             |             |
| Votes nuls               | Votes nuls               | Votes nuls               | 155          | 0,72         | 336          | 1,54        |             |             |
| Total                    | Total                    | Total                    | 21 624       | 100          | 21 914       | 100         |             |             |
| Abstention               | Abstention               | Abstention               | 49 370       | 69,54        | 49 093       | 69,14       |             |             |
| Inscrits / participation | Inscrits / participation | Inscrits / participation | 70 994       | 30,46        | 71 007       | 30,86       |             |             |

## Élections partielles en 2025

### 1recirconscription de l'Isère
Hugo Prevost, député élu sous l'étiquette de La France insoumise, démissionne de son mandat le 16 octobre 2024 après avoir été mis en cause par des accusations de violences sexuelles. Il est exclu du groupe La France insoumise à l'Assemblée nationale quelques jours plus tôt, le 8 octobre, et termine son mandat en siégeant parmi les députés non-inscrits.
Une élection partielle se tient alors les 12 et 19 janvier 2025 afin de pourvoir à la vacance du siège.
| Candidat                 | Candidat                 | Parti et coalition       | Nuance                   | Premier tour | Premier tour | Premier tour | Second tour | Second tour | Second tour |  |
| Candidat                 | Candidat                 | Parti et coalition       | Nuance                   | Voix         | %            | +/-          | Voix        | %           | +/-         |  |
| ------------------------ | ------------------------ | ------------------------ | ------------------------ | ------------ | ------------ | ------------ | ----------- | ----------- | ----------- |  |
|                          | Lyes Louffok,            | app. LFI (NFP)           | UG - LFI                 | 8 495        | 28,33        | 11,86        | 11 211      | 35,72       | 6,63        |  |
|                          | Camille Galliard-Minier  | RE (ENS)                 | ENS                      | 7 966        | 26,57        | 7,05         | 20 171      | 64,28       | 24,04       |  |
|                          | Nathalie Béranger        | LR                       | LR                       | 5 028        | 16,77        | 9,79         |             |             |             |  |
|                          | Alexandre Lacroix        | UDR (RN)                 | UXD                      | 3 325        | 11,09        | 7,25         |             |             |             |  |
|                          | Hervé Gerbi              | SE                       | DVC                      | 2 313        | 7,71         | Nv.          |             |             |             |  |
|                          | Gaëlle Offranc-Piret     | EQX                      | ECO                      | 2 279        | 7,60         | Nv.          |             |             |             |  |
|                          | Rémi Adam                | LO                       | UG - FO                  | 220          | 0,73         | 0,13         |             |             |             |  |
|                          | Baptiste Anglade         | NPA-R                    | EXG                      | 174          | 0,58         | Nv.          |             |             |             |  |
|                          | François-Marie Périer    | LFDPL                    | DIV                      | 131          | 0,44         | Nv.          |             |             |             |  |
|                          | Martine Jarry            | PT                       | EXG                      | 48           | 0,16         | Nv.          |             |             |             |  |
|                          | Matthieu Le Morzellec    | DEC (DNM)                | DIV                      | 2            | 0,01         | Nv.          |             |             |             |  |
|                          |                          |                          |                          |              |              |              |             |             |             |  |
| Votes valides            | Votes valides            | Votes valides            | Votes valides            | 29 981       | 98,33        |              | 31 382      | 96,48       |             |  |
| Votes blancs             | Votes blancs             | Votes blancs             | Votes blancs             | 391          | 1,28         | 839          | 2,58        |             |             |  |
| Votes nuls               | Votes nuls               | Votes nuls               | Votes nuls               | 117          | 0,38         | 307          | 0,94        |             |             |  |
| Total                    | Total                    | Total                    | Total                    | 30 489       | 100          | 32 528       | 100         |             |             |  |
| Abstention               | Abstention               | Abstention               | Abstention               | 54 531       | 64,14        | 52 511       | 61,75       |             |             |  |
| Inscrits / participation | Inscrits / participation | Inscrits / participation | Inscrits / participation | 85 020       | 35,86        | 85 039       | 38,25       |             |             |  |

### 9ecirconscription des Hauts-de-Seine
Après sa nomination comme commissaire européen dont le mandat débute le 1er décembre 2024, Stéphane Séjourné, élu député en juin 2024, démissionne de son mandat de député le 30 novembre 2024.
Une élection législative partielle est alors organisée les 2 et 9 février 2025.
| Candidat                 | Candidat                 | Parti et coalition       | Premier tour | Premier tour | Premier tour | Second tour | Second tour | Second tour |  |
| Candidat                 | Candidat                 | Parti et coalition       | Voix         | %            | +/-          | Voix        | %           | +/-         |  |
| ------------------------ | ------------------------ | ------------------------ | ------------ | ------------ | ------------ | ----------- | ----------- | ----------- |  |
|                          | Élisabeth de Maistre     | LR                       | 7 407        | 38,17        | 23           | 9 260       | 59,65       | Nv.         |  |
|                          | Antoine de Jerphanion    | HOR                      | 3 631        | 18,71        | Nv.          | 6 264       | 40,35       | Nv.         |  |
|                          | Pauline Rapilly-Ferniot  | LÉ (NFP)                 | 2 684        | 13,83        | 7,56         |             |             |             |  |
|                          | Laurianne Rossi          | RE                       | 2 645        | 13,63        | 32,44        |             |             |             |  |
|                          | Matteo Giammarresi       | RN                       | 1 691        | 8,71         | 5,22         |             |             |             |  |
|                          | Philippe Tellini         | NÉ                       | 786          | 4,05         | Nv.          |             |             |             |  |
|                          | Aloïs Lang-Rousseau      | LFN (TUPV)               | 240          | 1,24         | Nv.          |             |             |             |  |
|                          | Erwan Nicolas            | EQX                      | 236          | 1,22         | Nv.          |             |             |             |  |
|                          | Anne-Laure Chaudon       | LO                       | 65           | 0,33         | 0,15         |             |             |             |  |
|                          | Jean-Baptiste Layly      | SE                       | 12           | 0,06         | Nv.          |             |             |             |  |
|                          | Marc Lesteven            | DEC (DNM)                | 7            | 0,04         | Nv.          |             |             |             |  |
|                          |                          |                          |              |              |              |             |             |             |  |
| Votes valides            | Votes valides            | Votes valides            | 19 404       | 98,46        |              | 15 524      | 94,00       |             |  |
| Votes blancs             | Votes blancs             | Votes blancs             | 304          | 1,54         | 991          | 6,00        |             |             |  |
| Total                    | Total                    | Total                    | 19 708       | 100          | 16 515       | 100         |             |             |  |
| Abstention               | Abstention               | Abstention               | 44 242       | 69,18        | 47 443       | 74,18       |             |             |  |
| Inscrits / participation | Inscrits / participation | Inscrits / participation | 63 950       | 30,82        | 63 958       | 25,82       |             |             |  |

### 2ecirconscription du Jura
Le 13 février 2025, le Conseil constitutionnel annule l'élection de la députée Les Républicains Marie-Christine Dalloz en raison de la présence d'un candidat sous curatelle qualifié au second tour, Thierry Mosca (Rassemblement national). La communiste Evelyne Ternant, arrivée 3e lors du premier tour, est à l'origine du recours.
Une élection législative partielle est organisée les 30 mars et 6 avril 2025.
| Candidat                 | Candidat                 | Parti et coalition       | Premier tour | Premier tour | Premier tour | Second tour | Second tour | Second tour |  |
| Candidat                 | Candidat                 | Parti et coalition       | Voix         | %            | +/-          | Voix        | %           | +/-         |  |
| ------------------------ | ------------------------ | ------------------------ | ------------ | ------------ | ------------ | ----------- | ----------- | ----------- |  |
|                          | Marie-Christine Dalloz   | LR                       | 11 048       | 54,10        | 15,51        | 13 040      | 73,76       | 8,74        |  |
|                          | Gilles Guichon           | RN                       | 4 648        | 22,76        | 10           | 4 640       | 26,24       | 8,74        |  |
|                          | Evelyne Ternant          | PCF (NFP)                | 3 280        | 16,06        | 8,69         |             |             |             |  |
|                          | Emmanuel Michaud,        | UDR diss.                | 1 198        | 5,87         | Nv.          |             |             |             |  |
|                          | Christian Marchet        | LO                       | 246          | 1,20         | 0,17         |             |             |             |  |
|                          |                          |                          |              |              |              |             |             |             |  |
| Votes valides            | Votes valides            | Votes valides            | 20 420       | 97,74        |              | 17 680      | 92,94       |             |  |
| Votes blancs             | Votes blancs             | Votes blancs             | 350          | 1,68         | 1 004        | 5,28        |             |             |  |
| Votes nuls               | Votes nuls               | Votes nuls               | 122          | 0,58         | 339          | 1,78        |             |             |  |
| Total                    | Total                    | Total                    | 20 892       | 100          | 19 023       | 100         |             |             |  |
| Abstention               | Abstention               | Abstention               | 34 781       | 62,47        | 36 649       | 65,83       |             |             |  |
| Inscrits / participation | Inscrits / participation | Inscrits / participation | 55 673       | 37,53        | 55 672       | 34,17       |             |             |  |

### 5ecirconscriptionde Saône-et-Loire
Le 7 mars 2025, le Conseil constitutionnel annule l'élection en raison d'irrégularités qui ont eu pour conséquence d'« augmenter de cinq voix le nombre de suffrages obtenus par chaque candidat présent au 1er tour ». Or l'un des candidats qualifiés au second tour, Gilles Platret des Républicains, ne s'est qualifié qu'à 4 voix près, et n'aurait donc normalement pas dû se qualifier, ce qui a entraîné l'annulation.
Une élection législative partielle est organisée les 18 et 25 mai 2025.
| Candidat                 | Candidat                 | Parti et coalition       | Nuance                   | Premier tour | Premier tour | Premier tour | Second tour | Second tour | Second tour |
| Candidat                 | Candidat                 | Parti et coalition       | Nuance                   | Voix         | %            | +/-          | Voix        | %           | +/-         |
| ------------------------ | ------------------------ | ------------------------ | ------------------------ | ------------ | ------------ | ------------ | ----------- | ----------- | ----------- |
|                          | Arnaud Sanvert           | RN                       | RN                       | 8 797        | 31,92        | 3,2          | 11 018      | 41,40       | 0,83        |
|                          | Sébastien Martin         | NF                       | DVD                      | 7 056        | 25,60        | 6,55         | 15 594      | 58,60       | 30,68       |
|                          | Clément Mugnier          | PS                       | SOC                      | 4 680        | 16,98        | Nv.          |             |             |             |
|                          | Marie-Claude Jarrot      | HOR (ENS)                | ENS                      | 3 436        | 12,47        | 8,27         |             |             |             |
|                          | Fatima Kouriche          | LFI                      | UG                       | 2 260        | 8,20         | 15,08        |             |             |             |
|                          | Alexandre Hinger         | PDF                      | EXD                      | 570          | 2,07         | Nv.          |             |             |             |
|                          | Pascal Dufraigne         | LO                       | EXG                      | 381          | 1,38         | 0,19         |             |             |             |
|                          | Nathalie Szych           | LP                       | EXD                      | 328          | 1,19         | Nv.          |             |             |             |
|                          | Alain Cadiot             | SE                       | DVD                      | 50           | 0,18         | 0,04         |             |             |             |
|                          |                          |                          |                          |              |              |              |             |             |             |
| Votes valides            | Votes valides            | Votes valides            | Votes valides            | 27 558       | 97,78        |              | 26 612      | 94,09       |             |
| Votes blancs             | Votes blancs             | Votes blancs             | Votes blancs             | 412          | 1,46         | 1 100        | 3,89        |             |             |
| Votes nuls               | Votes nuls               | Votes nuls               | Votes nuls               | 214          | 0,76         | 572          | 2,02        |             |             |
| Total                    | Total                    | Total                    | Total                    | 28 184       | 100          | 28 284       | 100         |             |             |
| Abstention               | Abstention               | Abstention               | Abstention               | 57 925       | 67,27        | 57 434       | 67,00       |             |             |
| Inscrits / participation | Inscrits / participation | Inscrits / participation | Inscrits / participation | 86 109       | 32,73        | 85 718       | 33,00       |             |             |

### 2ecirconscriptionde Paris
Le 11 juillet 2025, le Conseil constitutionnel déclare le député Renaissance Jean Laussucq inéligible pendant un an, ce qui fait qu'il est déclaré démissionnaire d'office. Cette élection partielle est particulièrement scrutée du fait des candidats en lice (présence de l'ex-Premier ministre Michel Barnier, de la ministre de la Culture en poste Rachida Dati, de l'ex-ministre des Sports socialiste Frédérique Bredin et du député européen RN Thierry Mariani) et des enjeux qui l'entourent (l'élection, se tenant à six mois des élections municipales, est vue comme un test pour Paris).
Une élection législative partielle doit se tenir les 21 et 28 septembre 2025.
| Candidat                 | Candidat              | Parti et coalition | Premier tour | Premier tour | Premier tour | Second tour | Second tour | Second tour |  |
| Candidat                 | Candidat              | Parti et coalition | Voix         | %            | +/-          | Voix        | %           | +/-         |  |
| ------------------------ | --------------------- | ------------------ | ------------ | ------------ | ------------ | ----------- | ----------- | ----------- |  |
|                          | Vadim Asadov          | PLIB               |              |              | Nv.          |             |             |             |  |
|                          | Michel Barnier        | LR                 |              |              |              |             |             |             |  |
|                          | Patricia Sonia Bekono | EÉÉ                |              |              | Nv.          |             |             |             |  |
|                          | Frédérique Bredin     | PS                 |              |              |              |             |             |             |  |
|                          | Rachida Dati          | LR diss.           |              |              | Nv.          |             |             |             |  |
|                          | Thierry Mariani       | RN - LDP           |              |              |              |             |             |             |  |
|                          | Luca de Paris         | DEC (DNM)          |              |              | Nv.          |             |             |             |  |
|                          |                       |                    |              |              |              |             |             |             |  |
| Votes valides            |                       |                    |              |              |              |             |             |             |  |
| Votes blancs             |                       |                    |              |              |              |             |             |             |  |
| Votes nuls               |                       |                    |              |              |              |             |             |             |  |
| Total                    | Total                 | Total              |              | 100          |              | 100         |             |             |  |
| Abstention               |                       |                    |              |              |              |             |             |             |  |
| Inscrits / participation |                       |                    |              |              |              |             |             |             |  |

#### Sondages

##### Premier tour
| Source                                                                                          | Date de réalisation | Échantillon | LO       | NFP   | LR diss. | LR      | RN      |
| Source                                                                                          | Date de réalisation | Échantillon | Joliveau | Comet | Dati     | Barnier | Mariani |
| ----------------------------------------------------------------------------------------------- | ------------------- | ----------- | -------- | ----- | -------- | ------- | ------- |
| Source                                                                                          | Date de réalisation | Échantillon |          |       |          |         |         |
| Michel Barnier est investi par Les Républicains au détriment de Rachida Dati (28 juillet 2025). |                     |             |          |       |          |         |         |
| Ifop                                                                                            | 17-21 juillet 2025  | 600         | 1        | 30    | 33       | 28      | 8       |

##### Second tour
| Source                                                                                          | Date de réalisation | Échantillon | NFP   | LR diss. | LR      |
| Source                                                                                          | Date de réalisation | Échantillon | Comet | Dati     | Barnier |
| ----------------------------------------------------------------------------------------------- | ------------------- | ----------- | ----- | -------- | ------- |
| Source                                                                                          | Date de réalisation | Échantillon |       |          |         |
| Michel Barnier est investi par Les Républicains au détriment de Rachida Dati (28 juillet 2025). |                     |             |       |          |         |
| Ifop                                                                                            | 17-21 juillet 2025  | 600         | 39    | 61       | —       |
| Ifop                                                                                            | 17-21 juillet 2025  | 600         | —     | 52       | 48      |

### 5ecirconscriptiondes Français établis hors de France
Le 11 juillet 2025, le Conseil constitutionnel déclare le député divers centre Stéphane Vojetta inéligible pendant un an, ce qui fait qu'il est déclaré démissionnaire d'office.
Une élection législative partielle doit se tenir les 28 septembre et 12 octobre 2025.
| Candidat                 | Candidat                   | Parti et coalition | Premier tour | Premier tour | Premier tour | Second tour | Second tour | Second tour |  |
| Candidat                 | Candidat                   | Parti et coalition | Voix         | %            | +/-          | Voix        | %           | +/-         |  |
| ------------------------ | -------------------------- | ------------------ | ------------ | ------------ | ------------ | ----------- | ----------- | ----------- |  |
|                          | Patrice d'Arras            | SE                 |              |              | Nv.          |             |             |             |  |
|                          | Thomas Brant               | DEC (DNM)          |              |              | Nv.          |             |             |             |  |
|                          | Christopher Brenier        | PLIB               |              |              |              |             |             |             |  |
|                          | Johan Chermette-Wagner     | PP                 |              |              | Nv.          |             |             |             |  |
|                          | Nathalie Coggia,           | RE                 |              |              |              |             |             |             |  |
|                          | Ludovico Lopez Cadé,       | NN                 |              |              | Nv.          |             |             |             |  |
|                          | Johana Maurel              | RN                 |              |              |              |             |             |             |  |
|                          | Martha Peciña              | LFI                |              |              |              |             |             |             |  |
|                          | José Sanchez Perez         | EÉÉ                |              |              |              |             |             |             |  |
|                          | Christophe Sougey de Funès | LR                 |              |              |              |             |             |             |  |
|                          |                            |                    |              |              |              |             |             |             |  |
| Votes valides            |                            |                    |              |              |              |             |             |             |  |
| Votes blancs             |                            |                    |              |              |              |             |             |             |  |
| Votes nuls               |                            |                    |              |              |              |             |             |             |  |
| Total                    | Total                      | Total              |              | 100          |              | 100         |             |             |  |
| Abstention               |                            |                    |              |              |              |             |             |             |  |
| Inscrits / participation |                            |                    |              |              |              |             |             |             |  |

### 1recirconscriptionde Tarn-et-Garonne
Le 11 juillet 2025, le Conseil constitutionnel déclare la députée UDR Brigitte Barèges inéligible pendant un an, ce qui fait qu'elle est déclarée démissionnaire d'office.
Une élection législative partielle doit se tenir les 5 et 12 octobre 2025.
| Candidat                 | Candidat                             | Parti et coalition | Premier tour | Premier tour | Premier tour | Second tour | Second tour | Second tour |  |
| Candidat                 | Candidat                             | Parti et coalition | Voix         | %            | +/-          | Voix        | %           | +/-         |  |
| ------------------------ | ------------------------------------ | ------------------ | ------------ | ------------ | ------------ | ----------- | ----------- | ----------- |  |
|                          | Richard Blanco                       | LO                 |              |              |              |             |             |             |  |
|                          | Cathie Bourdoncle                    | PS                 |              |              |              |             |             |             |  |
|                          | Pierre-Henri Carbonnel               | UDR (RN)           |              |              |              |             |             |             |  |
|                          | Jean-François Grilhaut des Fontaines | S&P                |              |              |              |             |             |             |  |
|                          | Guy Jovelin                          | PDF                |              |              | Nv.          |             |             |             |  |
|                          | Bernard Pecou                        | LR                 |              |              | Nv.          |             |             |             |  |
|                          | Brigitte Poma,                       | DVD                |              |              | Nv.          |             |             |             |  |
|                          | Pierre Schwarz                       | DEC (DNM)          |              |              | Nv.          |             |             |             |  |
|                          | Catherine Simonin-Bénazet            | RE - TdP           |              |              |              |             |             |             |  |
|                          |                                      |                    |              |              |              |             |             |             |  |
| Votes valides            |                                      |                    |              |              |              |             |             |             |  |
| Votes blancs             |                                      |                    |              |              |              |             |             |             |  |
| Votes nuls               |                                      |                    |              |              |              |             |             |             |  |
| Total                    | Total                                | Total              |              | 100          |              | 100         |             |             |  |
| Abstention               |                                      |                    |              |              |              |             |             |             |  |
| Inscrits / participation |                                      |                    |              |              |              |             |             |             |  |